# Fimbristylis onchnidiocarpa
Fimbristylis onchnidiocarpa är en halvgräsart som beskrevs av Johannes Hendrikus Kern. Fimbristylis onchnidiocarpa ingår i släktet Fimbristylis och familjen halvgräs.
Artens utbredningsområde är Vietnam. Inga underarter finns listade i Catalogue of Life.